# Dichteren
Dichteren este o localitate în Țările de Jos, în comuna Doetinchem din provincia Gelderland. Până în 1919 localitatea era o comună separată.